# Naranjitos
Naranjitos (auch: Naranjito) ist eine Ortschaft im Departamento Beni im südamerikanischen Anden-Staat Bolivien.
Naranjitos ist der bevölkerungsreichste Ort des Kanton San Lorenzo im Municipio San Andrés in der Provinz Marbán. Die Ortschaft  liegt auf einer Höhe von 164 m sechs Kilometer östlich des Río Ibare, einem rechten Nebenfluss des Río Mamoré.

## Geographie
Naranjitos liegt im bolivianischen Tiefland in der Moxos-Ebene, mit über 100.000 km² eines der größten Feuchtgebiete der Erde.
Vorherrschende Vegetationsform in der Region San Andrés ist die tropische Savanne.
Die Jahresdurchschnittstemperatur beträgt 26 °C (siehe Klimadiagramm Trinidad), wobei sich die monatlichen Durchschnittstemperaturen zwischen Juni/Juli mit gut 23 °C und Oktober/Dezember von knapp 28 °C nur wenig unterscheiden. Der Jahresniederschlag beträgt fast 2000 mm und liegt somit mehr als doppelt so hoch wie die Niederschläge in Mitteleuropa. Höchstwerten von etwa 300 mm in den Monaten Dezember bis Februar stehen Niedrigwerte von etwa 50 mm im Juli/August gegenüber.

## Verkehrsnetz
Naranjitos liegt in einer Entfernung von 31 Straßenkilometern südöstlich von Trinidad, der Hauptstadt des Departamentos.
Von Naranjitos führt eine unbefestigte Landstraße in westlicher Richtung sieben Kilometer zum Nachbarort Sachojere, von dort in nordwestlicher Richtung über weitere 24 Kilometer zur Stadt Trinidad.
Über Trinidad ist Naranjitos mit dem Rest des Landes verbunden: Von hier aus führt die Nationalstraße Ruta 3 in westlicher Richtung auf den bolivianischen Altiplano nach La Paz; die nord-südlich-verlaufende Ruta 9 verbindet Trinidad mit Guayaramerín im Nordosten des Landes und über die Tiefland-Metropole Santa Cruz mit Yacuiba an der argentinischen Grenze.

## Bevölkerung
Die Einwohnerzahl der Ortschaft ist in den vergangenen beiden Jahrzehnten auf weniger als die Hälfte zurückgegangen:
| Jahr | Einwohner | Quelle       |
| ---- | --------- | ------------ |
| 1992 | 462       | Volkszählung |
| 2001 | 328       | Volkszählung |
| 2012 | 212       | Volkszählung |
| 2024 |           | Volkszählung |